# 이정근 (만주보민회)
이정근(李貞根, ? ~ ?)은 일제강점기에 만주보민회에서 활동했던 인물이다.

## 생애
출신 지역이나 생년월일과 같은 신상에 대해서는 알 수 없다. 3·1 운동 이후 1920년에 남만주 지역의 사상 통제를 위한 만주보민회가 조직되었을 때 창립 발기인과 간사, 조사주임을 맡으면서 모습을 드러냈다. 이정근은 만주보민회의 주축을 이룬 제우교 신도였던 것으로 알려져 있다.
1920년 지린성 집안현에서 독립단을 토벌하는 일에 참가하면서부터 무장한 항일 세력에 대한 토벌 작전에 여러 차례 가담했다. 독립단 총재 장복재의 사무실을 습격하여 무기를 압수한 일이 있고, 홍묘자 독립단과 왕청문 독립단을 공격하는데도 참여했다. 삼원포 독립단을 습격해 이들이 항일 선전물 인쇄에 사용하고 있던 인쇄기를 모두 압수하는 공을 세웠다.
이정근의 활동은 계속되어 만주보민회 고문을 맡고 있던 최정규와 함께 순사들을 대동하고 조선인 거주 지역을 순회하면서 항일 인사를 색출해 체포하고 숨겨둔 무기나 문건을 압수했다. 1921년에는 중국과 일본이 합동으로 중일합동조사반이라는 조직을 꾸려 독립단을 토벌했을 때 여기에 참여했다.
이같은 공을 인정받아 1924년에 만주보민회가 해산되었을 때 해산분배금 375원을 수령했다. 일본 측 기록에 따르면 이정근은 지방 순회, 군대 출동, 선전대 조직이라는 만주보민회의 세 가지 주요 활동에 모두 참가해 희생을 치른 공적이 다대하다고 되어 있다.
반면 대한민국 임시정부의 《독립신문》은 이정근의 무리가 지나간 자리에 시신이 산처럼 쌓이고 피가 바다를 이루어 "모두 죽여야 할 자들이라고 원성이 자자했다"고 기록했다. 실제로 랴오닝성에서 순사와 함께 있던 이정근 일행을 항일 세력이 습격하여 일부가 부상을 입은 적도 있었으나 이정근은 무사했다.

## 사후
- 2007년 대한민국 친일반민족행위진상규명위원회가 발표한 친일반민족행위 195인 명단에 포함되었고, 2008년 발표된 민족문제연구소의 친일인명사전 수록예정자 명단에도 선정되었다.

## 같이 보기
- 만주보민회
- 제우교

## 참고 문헌
- 친일반민족행위진상규명위원회 (2007년 12월). 〈이정근〉 (PDF). 《2007년도 조사보고서 II - 친일반민족행위결정이유서》. 서울. 2232-2240쪽. 발간등록번호 11-1560010-0000002-10.[깨진 링크(과거 내용 찾기)]